# مایکل کول
شان مایکل کولتارد (انگلیسی: Sean Michael Coulthard؛ زاده ۸ دسامبر ۱۹۶۶) که بیشتر با نام مایکل کول (انگلیسی: Michael Cole) شناخته می‌شود، گزارشگر کشتی حرفه‌ای و روزنامه‌نگار اهل ایالات متحده است. او از سال ۱۹۹۷ تاکنون برای دبلیودبلیوئی فعالیت می‌کند و گزارشگر کنونی شوی راو و از سال ۲۰۲۰ بدین سو، معاون رئیس بخش گزارشگران این شرکت است.
کولتارد حرفه روزنامه‌نگاری خودش را در سال ۱۹۸۸ برای رادیو سی‌بی‌اس آغاز کرد و سپس در سال ۱۹۹۷ در دبلیودبلیوئی (در آن زمان با نام دبلیودبلیواف) استخدام شد. او در طول بیش از ۲ دهه فعالیت حرفه‌ای خود، چندین نقش مجری‌گری و گزارشگری را بر عهده داشته و چندین بار برنده جوایز بهترین گزارشگر سال شده است.